# Världscupen i skidskytte 2002/2003
Världscupen i skidskytte 2002/2003 anordnades på åtta olika orter runt om i världen, bland deltävlingarna fanns bland annat världsmästerskapen 2003.

## Herrar

### Resultat
| Datum               | Ort                                       | Disciplin                | Etta                                                                     | Tvåa                                                                     | Trea                                                                                |
| 5-8 december 2002   | Östersund                                 | 10 kilometer sprint      | Frode Andresen                                                           | Raphaël Poirée                                                           | Oleg Ryschenkow                                                                     |
| 5-8 december 2002   | Östersund                                 | 4x7,5 kilometer stafett  | Norge Egil Gjelland Frode Andresen Ole Einar Bjørndalen Halvard Hanevold | Ryssland Wiktor Maigurow Sergej Rosjkov Sergej Tjepikov Pavel Rostovtsev | Tyskland Ricco Groß Peter Sendel Sven Fischer Frank Luck                            |
| 5-8 december 2002   | Östersund                                 | 12,5 kilometer jaktstart | Ole Einar Bjørndalen                                                     | Raphaël Poirée                                                           | Egil Gjelland                                                                       |
| 11-15 december 2002 | Pokljuka, Östersund                       | 4x7,5 kilometer stafett  | Belarus Olexij Ajdarow Vladimir Dratjov Rustam Valiullin Oleg Ryschenkow | Norge Egil Gjelland Ole Einar Bjørndalen Frode Andresen Halvard Hanevold | Ryssland Wiktor Maigurow Sergej Rosjkov Sergej Tjepikov Pavel Rostovtsev            |
| 11-15 december 2002 | Pokljuka, Östersund                       | 10 kilometer sprint      | Ole Einar Bjørndalen                                                     | Frode Andresen                                                           | Andrej Deryzemlja                                                                   |
| 11-15 december 2002 | Pokljuka, Östersund                       | 12,5 kilometer jaktstart | Ole Einar Bjørndalen                                                     | Ricco Groß                                                               | Frode Andresen                                                                      |
| 19-22 december 2002 | Osrblie                                   | 10 kilometer sprint      | Raphaël Poirée                                                           | Janez Marič                                                              | Frode Andresen                                                                      |
| 19-22 december 2002 | Osrblie                                   | 4x7,5 kilometer stafett  | Ryssland Wiktor Maigurow Pavel Rostovtsev Sergej Rosjkov Sergej Tjepikov | Tyskland Peter Sendel Sven Fischer Michael Greis Frank Luck              | Frankrike Ferréol Cannard Vincent Defrasne Julien Robert Raphaël Poirée             |
| 19-22 december 2002 | Osrblie                                   | 12,5 kilometer jaktstart | Raphaël Poirée                                                           | Ricco Groß                                                               | Vladimir Dratjov                                                                    |
| 8-12 januari 2003   | Oberhof                                   | 10 kilometer sprint      | Ole Einar Bjørndalen                                                     | Sergej Tjepikov                                                          | Wolfgang Rottmann                                                                   |
| 8-12 januari 2003   | Oberhof                                   | 4x7,5 kilometer stafett  | Ryssland Wiktor Maigurow Pavel Rostovtsev Sergej Rosjkov Sergej Tjepikov | Belarus Olexij Ajdarow Vladimir Dratjov Rustam Valiullin Oleg Ryschenkow | Frankrike Ferréol Cannard Vincent Defrasne Julien Robert Raphaël Poirée             |
| 8-12 januari 2003   | Oberhof                                   | 15 kilometer masstart    | Ole Einar Bjørndalen                                                     | Vladimir Dratjov                                                         | Raphaël Poirée                                                                      |
| 15-19 januari 2003  | Ruhpolding                                | 4x7,5 kilometer stafett  | Frankrike Ferréol Cannard Vincent Defrasne Julien Robert Raphaël Poirée  | Tyskland Michael Greis Sven Fischer Peter Sendel Ricco Groß              | Norge Halvard Hanevold Frode Andresen Egil Gjelland Ole Einar Bjørndalen            |
| 15-19 januari 2003  | Ruhpolding                                | 10 kilometer sprint      | Ole Einar Bjørndalen                                                     | Frode Andresen                                                           | Raphaël Poirée                                                                      |
| 15-19 januari 2003  | Ruhpolding                                | 12,5 kilometer jaktstart | Ole Einar Bjørndalen                                                     | Raphaël Poirée                                                           | Frank Luck                                                                          |
| 23-26 januari 2003  | Antholz                                   | 20 kilometer distans     | Vladimir Dratjov                                                         | Halvard Hanevold                                                         | Stian Eckhoff                                                                       |
| 23-26 januari 2003  | Antholz                                   | 4x7,5 kilometer stafett  | Belarus Olexij Ajdarow Vladimir Dratjov Rustam Valiullin Oleg Ryschenkow | Norge Egil Gjelland Lars Berger Stian Eckhoff Halvard Hanevold           | Italien René Cattarinussi Rene Laurent Vuillermoz Devis da Canal Wilfried Pallhuber |
| 23-26 januari 2003  | Antholz                                   | 15 kilometer masstart    | Andrej Deryzemlja                                                        | Pavel Rostovtsev                                                         | Ricco Groß                                                                          |
| 8-9 februari 2003   | Lahtis                                    | 10 kilometer sprint      | Alexander Wolf                                                           | Sergej Tjepikov                                                          | Olexij Ajdarow                                                                      |
| 8-9 februari 2003   | Lahtis                                    | 15 kilometer masstart    | Ole Einar Bjørndalen                                                     | Oleg Ryschenkow                                                          | Halvard Hanevold                                                                    |
| 13-16 februari 2003 | Holmenkollen                              | 4x7,5 kilometer stafett  | Belarus Olexij Ajdarow Vladimir Dratjov Rustam Valiullin Oleg Ryschenkow | Ryssland Sergej Rosjkov Pavel Rostovtsev Nikolai Kruglow Sergej Tjepikov | Norge Halvard Hanevold Stian Eckhoff Egil Gjelland Ole Einar Bjørndalen             |
| 13-16 februari 2003 | Holmenkollen                              | 10 kilometer sprint      | Vladimir Dratjov                                                         | Pavel Rostovtsev                                                         | Sven Fischer                                                                        |
| 13-16 februari 2003 | Holmenkollen                              | 12,5 kilometer jaktstart | Ole Einar Bjørndalen                                                     | Sven Fischer                                                             | Stian Eckhoff                                                                       |
| 20-23 februari 2003 | Östersund                                 | 10 kilometer sprint      | Sven Fischer                                                             | Vladimir Dratjov                                                         | Lars Berger                                                                         |
| 20-23 februari 2003 | Östersund                                 | 20 kilometer distans     | Janez Marič                                                              | Zdeněk Vítek                                                             | Marko Dolenc                                                                        |
| 20-23 februari 2003 | Östersund                                 | 12,5 kilometer jaktstart | Vladimir Dratjov                                                         | Zdeněk Vítek                                                             | Halvard Hanevold                                                                    |
| 15-23 mars 2003     | Chanty-Mansijsk (världsmästerskapen 2003) | 10 kilometer sprint      | Ole Einar Bjørndalen                                                     | Ricco Groß                                                               | Zdeněk Vítek                                                                        |
| 15-23 mars 2003     | Chanty-Mansijsk (världsmästerskapen 2003) | 12,5 kilometer jaktstart | Ricco Groß                                                               | Halvard Hanevold                                                         | Paavo Puurunen                                                                      |
| 15-23 mars 2003     | Chanty-Mansijsk (världsmästerskapen 2003) | 20 kilometer distans     | Halvard Hanevold                                                         | Vesa Hietalahti                                                          | Ricco Groß                                                                          |
| 15-23 mars 2003     | Chanty-Mansijsk (världsmästerskapen 2003) | 4x7,5 kilometer stafett  | Tyskland Peter Sendel Sven Fischer Ricco Groß Frank Luck                 | Ryssland Wiktor Maigurow Pavel Rostovtsev Sergej Rosjkov Sergej Tjepikov | Belarus Olexij Ajdarow Vladimir Dratjov Rustam Valiullin Oleg Ryschenkow            |
| 15-23 mars 2003     | Chanty-Mansijsk (världsmästerskapen 2003) | 15 kilometer masstart    | Ole Einar Bjørndalen                                                     | Sven Fischer                                                             | Raphaël Poirée                                                                      |

### Slutställning
| Placering | Namn                 | Poäng |
| --------- | -------------------- | ----- |
| 1         | Ole Einar Bjørndalen | 737   |
| 2         | Vladimir Dratjov     | 630   |
| 3         | Ricco Groß           | 613   |
| 4         | Raphaël Poirée       | 591   |
| 5         | Halvard Hanevold     | 553   |
| 6         | Frode Andresen       | 486   |
| 7         | Sergej Tjepikov      | 466   |
| 8         | Oleg Ryschenkow      | 451   |
| 9         | Tomasz Sikora        | 442   |
| 10        | Sven Fischer         | 440   |
| 11        | Stian Eckhoff        | 432   |
| 12        | Pavel Rostovtsev     | 366   |
| 13        | Egil Gjelland        | 365   |
| 14        | Vincent Defrasne     | 362   |
| 15        | Christoph Sumann     | 340   |
| 16        | Zdeněk Vítek         | 338   |
| 17        | Frank Luck           | 291   |
| 18        | Ilmārs Bricis        | 290   |
| 19        | Sergej Rosjkov       | 281   |
| 20        | Julien Robert        | 252   |
| 21        | Peter Sendel         | 250   |
| 22        | René Cattarinussi    | 249   |
| 23        | Janez Marič          | 219   |
| 24        | Wolfgang Perner      | 207   |
| 25        | Marko Dolenc         | 206   |
| 26        | Michael Greis        | 195   |
| 27        | Paavo Puurunen       | 192   |

| Placering | Namn                    | Poäng |
| --------- | ----------------------- | ----- |
| 28        | Wolfgang Rottmann       | 186   |
| 29        | Daniel Mesotitsch       | 183   |
| 30        | Andrej Deryzemlja       | 172   |
| 31        | Wilfried Pallhuber      | 165   |
| 32        | Ferréol Cannard         | 154   |
| 33        | Vesa Hietalahti         | 142   |
| 34        | Wjatscheslaw Derkatsch  | 141   |
| 35        | Wiktor Maigurow         | 141   |
| 36        | Serguei Bachkirov       | 131   |
| 37        | Rustam Valiullin        | 127   |
| 38        | Roman Dostál            | 121   |
| 39        | Alexander Wolf          | 96    |
| 40        | Carl Johan Bergman      | 96    |
| 41        | Tomas Globocnik         | 94    |
| 42        | Nikolai Kruglow         | 93    |
| 43        | Lars Berger             | 92    |
| 44        | Marek Matiaško          | 78    |
| 45        | Indrek Tobreluts        | 75    |
| 46        | Andreas Birnbacher      | 70    |
| 47        | Olexij Ajdarow          | 67    |
| 48        | Jeremy Teela            | 67    |
| 49        | Dimitri Borovik         | 66    |
| 50        | Ludwig Gredler          | 56    |
| 51        | Pavol Hurajt            | 49    |
| 52        | Petr Garabik            | 46    |
| 53        | Rene Laurent Vuillermoz | 42    |
| 54        | Jakob Börjesson         | 41    |

| Placering | Namn                  | Poäng |
| --------- | --------------------- | ----- |
| 55        | Ruslan Lysenko        | 40    |
| 56        | Björn Ferry           | 39    |
| 57        | Timo Antila           | 36    |
| 58        | Olexander Bilanenko   | 33    |
| 59        | Dag Bjørndalen        | 29    |
| 60        | Michail Kotschkin     | 26    |
| 61        | Sjarhej Nowikau       | 26    |
| 62        | Filipp Schulman       | 26    |
| 63        | Olegs Maluhins        | 25    |
| 64        | Kyoji Suga            | 19    |
| 65        | Serguei Rousinov      | 17    |
| 66        | Janez Ozbolt          | 14    |
| 67        | Tord Wiksten          | 12    |
| 68        | Friedrich Pinter      | 11    |
| 69        | Janno Prants          | 10    |
| 70        | Roman Pryma           | 10    |
| 71        | Tomáš Holubec         | 9     |
| 72        | Tor Halvor Bjoernstad | 7     |
| 73        | Mattias Nilsson       | 7     |
| 74        | Marco Morgenstern     | 7     |
| 75        | Gilles Marguet        | 6     |
| 76        | Raivis Zimelis        | 6     |
| 77        | Carsten Pump          | 5     |
| 78        | Michal Šlesingr       | 4     |
| 79        | Jean-Marc Chabloz     | 3     |
| 80        | Alexander Syman       | 1     |
| 81        | Pavol Novak           | 1     |

| Placering | Namn             | Poäng |
| --------- | ---------------- | ----- |
| 1         | Halvard Hanevold | 96    |
| 2         | Vesa Hietalahti  | 83    |
| 3         | Ricco Groß       | 80    |
| 4         | Egil Gjelland    | 64    |
| 5         | Janez Marič      | 61    |
| 6         | Vladimir Dratjov | 61    |
| 7         | Tomasz Sikora    | 60    |
| 8         | Peter Sendel     | 60    |
| 9         | Vincent Defrasne | 58    |
| 10        | Stian Eckhoff    | 50    |

| Placering | Namn                 | Poäng |
| --------- | -------------------- | ----- |
| 1         | Ole Einar Bjørndalen | 328   |
| 2         | Frode Andresen       | 252   |
| 3         | Vladimir Dratjov     | 247   |
| 4         | Raphaël Poirée       | 226   |
| 5         | Sven Fischer         | 213   |
| 6         | Sergej Tjepikov      | 199   |
| 7         | Ricco Groß           | 192   |
| 8         | Halvard Hanevold     | 180   |
| 9         | Oleg Ryschenkow      | 175   |
| 10        | Christoph Sumann     | 160   |

| Placering | Namn                 | Poäng |
| --------- | -------------------- | ----- |
| 1         | Ole Einar Bjørndalen | 230   |
| 2         | Ricco Groß           | 205   |
| 3         | Raphaël Poirée       | 199   |
| 4         | Vladimir Dratjov     | 197   |
| 5         | Halvard Hanevold     | 154   |
| 6         | Frode Andresen       | 151   |
| 7         | Stian Eckhoff        | 150   |
| 8         | Oleg Ryschenkow      | 148   |
| 9         | Sergej Tjepikov      | 147   |
| 10        | Tomasz Sikora        | 144   |

| Placering | Namn                 | Poäng |
| --------- | -------------------- | ----- |
| 1         | Ole Einar Bjørndalen | 150   |
| 2         | Vladimir Dratjov     | 114   |
| 3         | Raphaël Poirée       | 114   |
| 4         | Ricco Groß           | 109   |
| 5         | Oleg Ryschenkow      | 100   |
| 6         | Julien Robert        | 96    |
| 7         | Pavel Rostovtsev     | 91    |
| 8         | Vincent Defrasne     | 88    |
| 9         | Peter Sendel         | 88    |
| 10        | Sven Fischer         | 86    |

| Placering | Land      | Poäng |
| --------- | --------- | ----- |
| 1         | Belarus   | 319   |
| 2         | Ryssland  | 318   |
| 3         | Norge     | 298   |
| 4         | Tyskland  | 288   |
| 5         | Frankrike | 279   |
| 6         | Slovenien | 242   |
| 7         | Österrike | 239   |
| 8         | Estland   | 214   |
| 9         | Sverige   | 210   |
| 10        | Ukraina   | 202   |
| 11        | Italien   | 158   |
| ...       |           |       |
| 15        | Schweiz   | 109   |

| Placering | Land      | Poäng |
| --------- | --------- | ----- |
| 1         | Norge     | 4029  |
| 2         | Tyskland  | 3778  |
| 3         | Ryssland  | 3704  |
| 4         | Belarus   | 3599  |
| 5         | Frankrike | 3547  |
| 6         | Österrike | 3424  |
| 7         | Slovenien | 3247  |
| 8         | Tjeckien  | 3074  |
| 9         | Italien   | 2938  |
| 10        | Sverige   | 2887  |
| ...       |           |       |
| 18        | Schweiz   | 1946  |

## Damer

### Resultat
| Datum               | Ort                                       | Disciplin               | Etta                                                                                 | Tvåa                                                                               | Trea                                                                                       |
| 5-8 december 2002   | Östersund                                 | 7,5 kilometer sprint    | Olga Zajtseva                                                                        | Sylvie Becaert                                                                     | Olga Pyljowa                                                                               |
| 5-8 december 2002   | Östersund                                 | 4x6 kilometer stafett   | Tyskland Katrin Apel Uschi Disl Simone Denkinger Kati Wilhelm                        | Norge Linda Tjørhom Gro Marit Istad-Kristiansen Tora Berger Gunn Margit Andreassen | Ryssland Olga Pyljowa Olga Zajtseva Anna Bogali Albina Achatova                            |
| 5-8 december 2002   | Östersund                                 | 10 kilometer jaktstart  | Kati Wilhelm                                                                         | Olga Zajtseva                                                                      | Katja Beer                                                                                 |
| 11-15 december 2002 | Slovenien, Östersund                      | 4x6 kilometer stafett   | Ryssland Swetlana Tschernoussowa Galina Kukleva Irina Malgina Svetlana Isjmuratova   | Tyskland Martina Glagow Simone Denkinger Andrea Henkel Katja Beer                  | Bulgarien Nina Kadeva Pawlina Filipowa Ekaterina Dafowska Iwa Karagiosowa                  |
| 11-15 december 2002 | Slovenien, Östersund                      | 7,5 kilometer sprint    | Linda Tjørhom                                                                        | Svetlana Isjmuratova                                                               | Ekaterina Dafowska                                                                         |
| 11-15 december 2002 | Slovenien, Östersund                      | 10 kilometer jaktstart  | Tyskland                                                                             | Norge                                                                              | Finland                                                                                    |
| 19-22 december 2002 | Osrblie                                   | 7,5 kilometer sprint    | Galina Kukleva                                                                       | Albina Achatova                                                                    | Uschi Disl                                                                                 |
| 19-22 december 2002 | Osrblie                                   | 4x6 kilometer stafett   | Belarus Lilija Jefremowa Wolha Nasarawa Ljudmila Arlouskaja Olena Zubrilova          | Tyskland Martina Glagow Simone Denkinger Katja Beer Kati Wilhelm                   | Norge Liv-Kjersti Eikeland Borghild Ouren Gunn Margit Andreassen Linda Tjørhom             |
| 19-22 december 2002 | Osrblie                                   | 10 kilometer jaktstart  | Ekaterina Dafowska                                                                   | Galina Kukleva                                                                     | Martina Glagow                                                                             |
| 8-12 januari 2003   | Oberhof                                   | 7,5 kilometer sprint    | Ekaterina Dafowska                                                                   | Sylvie Becaert                                                                     | Kateřina Holubcová                                                                         |
| 8-12 januari 2003   | Oberhof                                   | 4x6 kilometer stafett   | Tyskland Katrin Apel Uschi Disl Andrea Henkel Kati Wilhelm                           | Ryssland Albina Achatova Swetlana Tschernoussowa Galina Kukleva Olga Pyljowa       | Frankrike Sylvie Becaert Sandrine Bailly Julie Carraz Corinne Niogret                      |
| 8-12 januari 2003   | Oberhof                                   | 12,5 kilometer masstart | Uschi Disl                                                                           | Ekaterina Dafowska                                                                 | Sylvie Becaert                                                                             |
| 15-19 januari 2003  | Ruhpolding                                | 4x6 kilometer stafett   | Ryssland Albina Achatova Swetlana Ischmuratowa Galina Kukleva Olga Pyljowa           | Tyskland Martina Glagow Uschi Disl Andrea Henkel Kati Wilhelm                      | Norge Linda Tjørhom Ann-Elen Skjelbreid Gro Marit Istad-Kristiansen Gunn Margit Andreassen |
| 15-19 januari 2003  | Ruhpolding                                | 7,5 kilometer sprint    | Galina Kukleva                                                                       | Martina Glagow                                                                     | Olga Pyljowa                                                                               |
| 15-19 januari 2003  | Ruhpolding                                | 10 kilometer jaktstart  | Ekaterina Dafowska                                                                   | Martina Glagow                                                                     | Swetlana Ischmuratowa                                                                      |
| 23-26 januari 2003  | Antholz                                   | 15 kilometer distans    | Ekaterina Dafowska                                                                   | Sandrine Bailly                                                                    | Linda Tjørhom                                                                              |
| 23-26 januari 2003  | Antholz                                   | 4x6 kilometer stafett   | Ryssland Albina Achatova Anna Bogali Swetlana Tschernoussowa Olga Pyljowa            | Tyskland Simone Denkinger Uschi Disl Katja Beer Kati Wilhelm                       | Belarus Lilija Jefremowa Wolha Nasarawa Ljudmila Arlouskaja Olena Zubrilova                |
| 23-26 januari 2003  | Antholz                                   | 12,5 kilometer masstart | Albina Achatova                                                                      | Sylvie Becaert                                                                     | Corinne Niogret                                                                            |
| 8-9 februari 2003   | Lahtis                                    | 7,5 kilometer sprint    | Olga Pyljowa                                                                         | Albina Achatova                                                                    | Kati Wilhelm                                                                               |
| 8-9 februari 2003   | Lahtis                                    | 12,5 kilometer masstart | Kati Wilhelm                                                                         | Martina Glagow                                                                     | Ekaterina Dafowska                                                                         |
| 13-16 februari 2003 | Holmenkollen                              | 4x6 kilometer stafett   | Ryssland Albina Achatova Swetlana Tschernoussowa Olga Zajtseva Olga Pyljowa          | Belarus Lilija Jefremowa Wolha Nasarawa Ljudmila Ananka Olena Zubrilova            | Frankrike Florence Baverel-Robert Sandrine Bailly Corinne Niogret Sylvie Becaert           |
| 13-16 februari 2003 | Holmenkollen                              | 7,5 kilometer sprint    | Sandrine Bailly                                                                      | Albina Achatova                                                                    | Martina Glagow                                                                             |
| 13-16 februari 2003 | Holmenkollen                              | 10 kilometer jaktstart  | Martina Glagow                                                                       | Olena Zubrilova                                                                    | Michela Ponza                                                                              |
| 20-23 februari 2003 | Östersund                                 | 7,5 kilometer sprint    | Kati Wilhelm                                                                         | Olena Zubrilova                                                                    | Uschi Disl                                                                                 |
| 20-23 februari 2003 | Östersund                                 | 15 kilometer distans    | Olga Zajtseva                                                                        | Linda Tjørhom                                                                      | Olga Pyljowa                                                                               |
| 20-23 februari 2003 | Östersund                                 | 10 kilometer jaktstart  | Olena Zubrilova                                                                      | Linda Tjørhom                                                                      | Kateřina Holubcová                                                                         |
| 15-23 mars 2003     | Chanty-Mansijsk (världsmästerskapen 2003) | 7,5 kilometer sprint    | Sylvie Becaert                                                                       | Olena Petrowa                                                                      | Kateřina Holubcová                                                                         |
| 15-23 mars 2003     | Chanty-Mansijsk (världsmästerskapen 2003) | 10 kilometer jaktstart  | Martina Glagow Sandrine Bailly                                                       |                                                                                    | Svetlana Isjmuratova                                                                       |
| 15-23 mars 2003     | Chanty-Mansijsk (världsmästerskapen 2003) | 15 kilometer distans    | Kateřina Holubcová                                                                   | Olena Zubrilova                                                                    | Gunn Margit Andreassen                                                                     |
| 15-23 mars 2003     | Chanty-Mansijsk (världsmästerskapen 2003) | 4x6 kilometer stafett   | Ryssland Albina Achatova Svetlana Isjmuratova Galina Kukleva Swetlana Tschernoussowa | Ukraina Oxana Chwostenko Irina Merkuschina Oxana Jakowljewa Olena Petrowa          | Tyskland Simone Denkinger Uschi Disl Kati Wilhelm Martina Glagow                           |
| 15-23 mars 2003     | Chanty-Mansijsk (världsmästerskapen 2003) | 12,5 kilometer masstart | Albina Achatova                                                                      | Svetlana Isjmuratova                                                               | Sandrine Bailly                                                                            |

### Slutställning
| Placering | Namn                    | Poäng |
| --------- | ----------------------- | ----- |
| 1         | Martina Glagow          | 729   |
| 2         | Albina Achatova         | 699   |
| 3         | Sylvie Becaert          | 680   |
| 4         | Ekaterina Dafowska      | 644   |
| 5         | Olena Zubrilova         | 634   |
| 6         | Sandrine Bailly         | 570   |
| 7         | Uschi Disl              | 535   |
| 8         | Kateřina Holubcová      | 523   |
| 9         | Swetlana Tschernoussowa | 465   |
| 10        | Olga Pyljowa            | 463   |
| 11        | Svetlana Isjmuratova    | 463   |
| 12        | Katja Beer              | 445   |
| 13        | Kati Wilhelm            | 429   |
| 14        | Gunn Margit Andreassen  | 391   |
| 15        | Sanna-Leena Perunka     | 366   |
| 16        | Corinne Niogret         | 361   |
| 17        | Andrea Henkel           | 344   |
| 18        | Linda Tjørhom           | 340   |
| 19        | Olga Zajtseva           | 296   |
| 20        | Katrin Apel             | 296   |
| 21        | Simone Denkinger        | 294   |
| 22        | Pawlina Filipowa        | 269   |
| 23        | Galina Kukleva          | 268   |

| Placering | Namn                    | Poäng |
| --------- | ----------------------- | ----- |
| 24        | Anna Bogali             | 239   |
| 25        | Michela Ponza           | 226   |
| 26        | Martina Halinárová      | 186   |
| 27        | Irina Nikultschina      | 170   |
| 28        | Sona Mihokova           | 164   |
| 29        | Wolha Nasarawa          | 150   |
| 30        | Florence Baverel-Robert | 147   |
| 31        | Andreja Mali            | 139   |
| 32        | Anna Murinova           | 125   |
| 33        | Olena Petrowa           | 123   |
| 34        | Lilija Jefremowa        | 118   |
| 35        | Magdalena Gwizdoń       | 76    |
| 36        | Christelle Gros         | 73    |
| 37        | Jekaterina Iwanowa      | 71    |
| 38        | Tadeja Brankovič        | 69    |
| 39        | Andreja Grasič          | 66    |
| 40        | Tamami Tanaka           | 65    |
| 41        | Oxana Chwostenko        | 57    |
| 42        | Eija Salonen            | 54    |
| 43        | Saskia Santer           | 53    |
| 44        | Anna Sprung             | 49    |
| 45        | Kong Yingchao           | 34    |
| 46        | Sun Ribo                | 31    |

| Placering | Namn                        | Poäng |
| --------- | --------------------------- | ----- |
| 47        | Liu Xianying                | 31    |
| 48        | Zdeňka Vejnarová            | 30    |
| 49        | Ann-Elen Skjelbreid         | 28    |
| 50        | Éva Tófalvi                 | 28    |
| 51        | Anna Carin Olofsson         | 27    |
| 52        | Nathalie Santer             | 25    |
| 53        | Lenka Faltusova             | 25    |
| 54        | Gro Marit Istad-Kristiansen | 22    |
| 55        | Romy Beer                   | 21    |
| 56        | Jill Krause                 | 21    |
| 57        | Iwa Karagiosowa             | 20    |
| 58        | Ann Helen Grande            | 19    |
| 59        | Irena Cesnekova             | 14    |
| 60        | Ikuyo Tsukidate             | 13    |
| 61        | Outi Kettunen               | 13    |
| 62        | Lucjia Larisi               | 8     |
| 63        | Radka Popova                | 6     |
| 64        | Nina Kadeva                 | 5     |
| 65        | Rachel Steer                | 5     |
| 66        | Irina Malgina               | 4     |
| 67        | Magda Rezlerová             | 3     |
| 68        | Tora Berger                 | 1     |

| Placering | Namn                   | Poäng |
| --------- | ---------------------- | ----- |
| 1         | Linda Tjørhom          | 89    |
| 2         | Ekaterina Dafowska     | 80    |
| 3         | Olena Zubrilova        | 80    |
| 4         | Gunn Margit Andreassen | 77    |
| 5         | Kateřina Holubcová     | 76    |
| 6         | Albina Achatova        | 74    |
| 7         | Corinne Niogret        | 66    |
| 8         | Martina Glagow         | 66    |
| 9         | Sylvie Becaert         | 60    |
| 10        | Simone Denkinger       | 58    |

| Placering | Namn               | Poäng |
| --------- | ------------------ | ----- |
| 1         | Sylvie Becaert     | 280   |
| 2         | Martina Glagow     | 270   |
| 3         | Ekaterina Dafowska | 253   |
| 4         | Albina Achatova    | 238   |
| 5         | Olga Pyljowa       | 234   |
| 6         | Uschi Disl         | 218   |
| 7         | Sandrine Bailly    | 216   |
| 8         | Katja Beer         | 208   |
| 9         | Kati Wilhelm       | 198   |
| 10        | Kateřina Holubcová | 196   |

| Placering | Namn                  | Poäng |
| --------- | --------------------- | ----- |
| 1         | Martina Glagow        | 257   |
| 2         | Olena Zubrilova       | 244   |
| 3         | Sylvie Becaert        | 197   |
| 4         | Albina Achatova       | 194   |
| 5         | Sandrine Bailly       | 180   |
| 6         | Ekaterina Dafowska    | 175   |
| 7         | Swetlana Ischmuratowa | 150   |
| 8         | Uschi Disl            | 150   |
| 9         | Katja Beer            | 147   |
| 10        | Kateřina Holubcová    | 145   |

| Placering | Namn                 | Poäng |
| --------- | -------------------- | ----- |
| 1         | Albina Achatova      | 126   |
| 2         | Svetlana Isjmuratova | 120   |
| 3         | Sylvie Becaert       | 119   |
| 4         | Uschi Disl           | 118   |
| 5         | Corinne Niogret      | 115   |
| 6         | Ekaterina Dafowska   | 113   |
| 7         | Martina Glagow       | 108   |
| 8         | Sandrine Bailly      | 97    |
| 9         | Kati Wilhelm         | 93    |
| 10        | Kateřina Holubcová   | 93    |

| Placering | Land      | Poäng |
| --------- | --------- | ----- |
| 1         | Ryssland  | 339   |
| 2         | Tyskland  | 327   |
| 3         | Belarus   | 293   |
| 4         | Norge     | 278   |
| 5         | Frankrike | 249   |
| 6         | Bulgarien | 246   |
| 7         | Tjeckien  | 229   |
| 8         | Slovenien | 215   |
| 9         | Slovakien | 191   |
| 10        | Japan     | 172   |
| ...       |           |       |
| 12        | Italien   | 130   |

| Placering | Land      | Poäng |
| --------- | --------- | ----- |
| 1         | Ryssland  | 4086  |
| 2         | Tyskland  | 4034  |
| 3         | Frankrike | 3760  |
| 4         | Bulgarien | 3532  |
| 5         | Belarus   | 3393  |
| 6         | Norge     | 3370  |
| 7         | Slovakien | 3129  |
| 8         | Tjeckien  | 3118  |
| 9         | Finland   | 3008  |
| 10        | Slovenien | 3000  |
| 11        | Italien   | 2895  |
| ...       |           |       |
| 19        | Österrike | 973   |